# Лижне двоборство на зимових Олімпійських іграх 2002

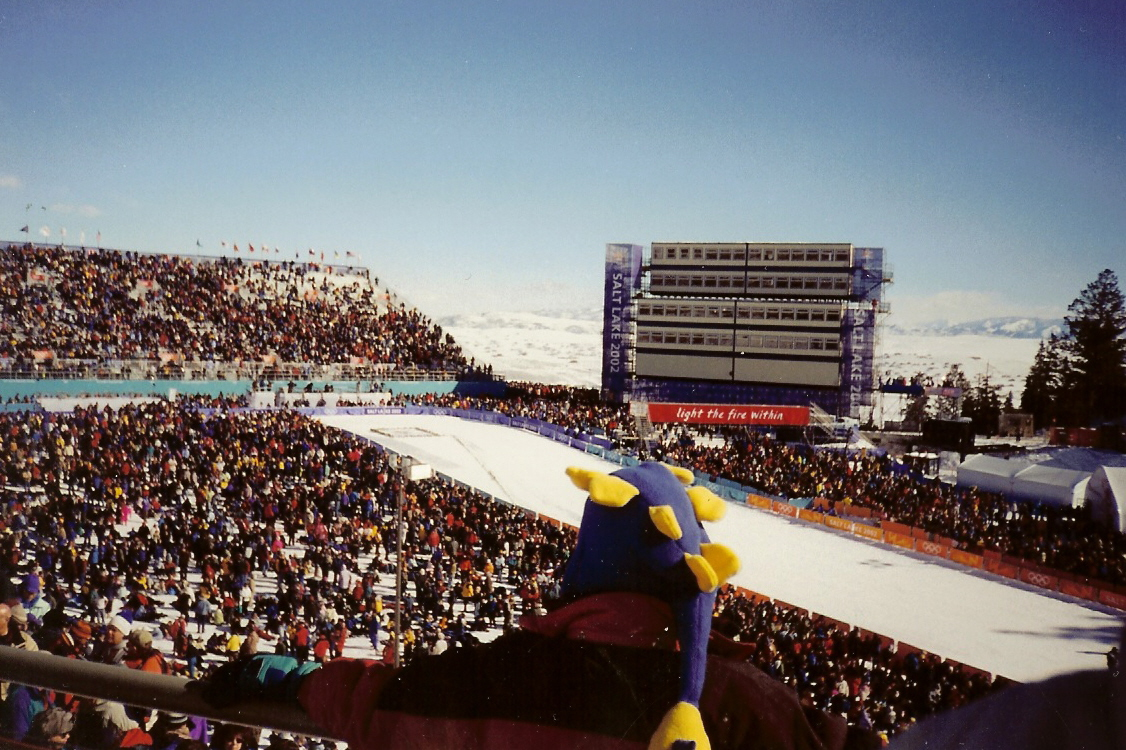
Лижні перегони в рамках лижного двоборства в Солдатська долина.

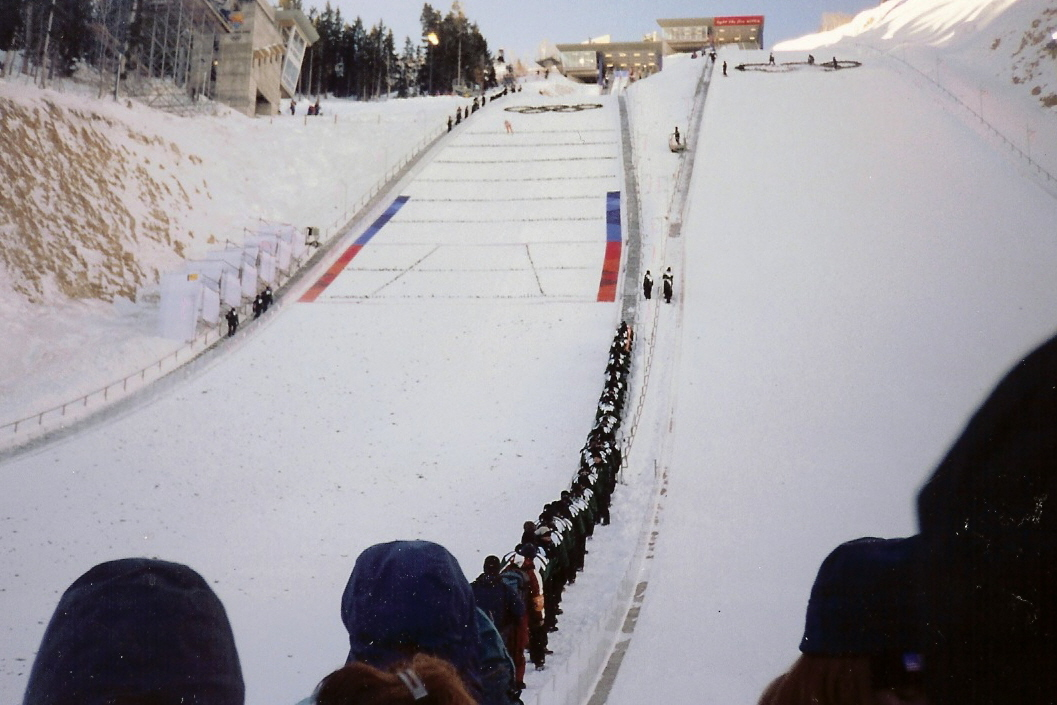
Стрибки з трампліна в рамках лижного двоборства в Парк-Сіті.

Змагання з лижного двоборства на зимових Олімпійських іграх 2002 тривали з 9 до 22 лютого. У рамках змагань стрибки з трампліна відбулися в Парк-Сіті, а лижні перегони - в Солдатській долині. Розіграно 3 комплекти нагород, зокрема уперше особиста частина програми складалася з двох дисциплін: стрибки з великого трампліна + перегони на 7,5 км (спринт) і стрибки з нормального трампліна + перегони на 15 км (індивідуальні змагання).

## Чемпіони та призери

### Таблиця медалей
| Місце              | Країна             | Золото | Срібло | Бронза | Загалом |
| ------------------ | ------------------ | ------ | ------ | ------ | ------- |
| 1                  | Фінляндія          | 3      | 1      | 0      | 4       |
| 2                  | Німеччина          | 0      | 2      | 0      | 2       |
| 3                  | Австрія            | 0      | 0      | 3      | 3       |
| Загалом (3 збірні) | Загалом (3 збірні) | 3      | 3      | 3      | 9       |

### Види програми
| Дисципліна             | Золото                                                                  | Золото  | Срібло                                                                      | Срібло  | Бронза                                                                     | Бронза  |
| ---------------------- | ----------------------------------------------------------------------- | ------- | --------------------------------------------------------------------------- | ------- | -------------------------------------------------------------------------- | ------- |
| Спринт                 | Самппа Лаюнен · Фінляндія                                               | 16:40.1 | Ронні Аккерман · Німеччина                                                  | 16:49.1 | Фелікс Ґоттвальд · Австрія                                                 | 17:20.3 |
| Індивідуальні змагання | Самппа Лаюнен · Фінляндія                                               | 39:11.7 | Яакко Таллус · Фінляндія                                                    | 39:36.4 | Фелікс Ґоттвальд · Австрія                                                 | 40:06.5 |
| Team                   | Фінляндія · Ярі Мантіла · Ханну Маннінен · Яакко Таллус · Самппа Лаюнен | 48:42.2 | Німеччина · Б'єрн Кірхайзен · Георг Геттіх · Марсель Геліґ · Ронні Аккерман | 48:49.7 | Австрія · Крістоф Білер · Міхаель Грубер · Маріо Штехер · Фелікс Ґоттвальд | 48:53.2 |

## Країни-учасниці
У змаганнях з лижного двоборства на Олімпійських іграх у Солт-Лейк-Сіті взяли участь спортсмени 14-ти країн.
- Австрія (5)
- Білорусь (1)
- Чехія (5)
- Естонія (2)
- Фінляндія (5)
- Франція (4)
- Німеччина (6)
- Японія (5)
- Норвегія (5)
- Росія (4)
- Словенія (1)
- Швейцарія (6)
- Словаччина (1)
- США (4)